# Me (libro)
Me -En español: Yo-, también llamado Me: Elton John, es el libro autobiográfico del músico y compositor británico de rock Elton John, lanzado el 15 de octubre de 2019 por la editorial británica Macmillan Publishers. El texto fue escrito por el periodista británico Alexis Petridis, quien trabajó en el libro con John entre 3 y 4 años.
El libro contiene también un CD, con la narración del actor británico Taron Egerton, quien interpretó a John en la película Rocketman, de 2019. En el 2020 el libro fue incluido en el box set Jewel Box.
Me ha recibido críticas generalmente positivas de la crítica especializada y de lectores en habla inglesa alrededor del mundo. También fue nominado a los premios NME Awards a mejor libro, Goodreads Choice Award en la categoría Memorias y Autobiografía y Audie Award for Autobiography/Memoir.